# Taquarituba (kommun)
Taquarituba är en kommun i Brasilien.   Den ligger i delstaten São Paulo, i den södra delen av landet, 900 km söder om huvudstaden Brasília. Antalet invånare är 22 294.
Följande samhällen finns i Taquarituba:
- Taquarituba

Omgivningarna runt Taquarituba är en mosaik av jordbruksmark och naturlig växtlighet. Runt Taquarituba är det ganska glesbefolkat, med 47 invånare per kvadratkilometer.